# Aliaga (Philippinen)
Aliaga ist eine philippinische Stadtgemeinde in der Provinz Nueva Ecija.
Aliaga liegt auf der Insel Luzón etwa 113 km nordwestlich von Manila auf halbem Wege zwischen den Flüssen Pampanga und Chico in einem großen und fruchtbaren Tal. 
Die bedeutendsten landwirtschaftlichen Erzeugnisse sind Mais, Reis, Zucker und Tabak.
Die wichtigste Sprache ist Tagalog, darüber hinaus werden auch die Sprachen Ilocano, Pampango und Pangasinensisch gesprochen. Im Barangay Bibiclat befindet sich eine Laboratory High School der Central Luzon State University.

## Baranggays
Aliaga ist politisch unterteilt in 26 Baranggays.
- Betes
- Bibiclat
- Bucot
- La Purisima
- Magsaysay
- Macabucod
- Pantoc
- Poblacion Centro
- Poblacion East I
- Poblacion East II
- Poblacion West III
- Poblacion West IV
- San Carlos
- San Emiliano
- San Eustacio
- San Felipe Bata
- San Felipe Matanda
- San Juan
- San Pablo Bata
- San Pablo Matanda
- Santa Monica
- Santiago
- Santo Rosario
- Santo Tomas
- Sunson
- Umangan